# The Power of Love (Film)
The Power of Love ist ein US-amerikanischer Stummfilm aus dem Jahr 1922. Er gilt als erster 3D-Film überhaupt. Seine Premiere feierte der Film am 27. September 1922 im Theater des Ambassador Hotel in Los Angeles, Kalifornien.
Der Film gilt heute als verschollen.

## Handlung
Don Almeda befindet sich in finanziellen Schwierigkeiten und bietet deshalb seine Tochter, Maria, Don Alvarez an, obwohl sie ihn nicht liebt. Terry O’Neil erreicht die Siedlung in Südkalifornien, in der die Almedas leben. Er wurde leicht verwundet, als Alvarez’ Handlanger versuchten, ihn auszurauben. Er wird von Maria gefunden, an die er sein Herz verliert. Auf einem Maskenball nimmt O’Neal Alvarez’ Platz ein. Alvarez erscheint und denunziert ihn. Später tötet Alvarez den Priester mit O’Neals Messer. Alvarez denunziert O’Neal als Mörder und versucht, ihn zu erschießen, verwundet aber Maria, die sich dazwischen wirft. Später gelingt es ihr, zu beweisen, dass Alvarez der Dieb und Mörder ist, und alles endet glücklich für Maria und O’Neal.

## Technik
Der Film nutzte das Anaglyph-3D-Verfahren. Besonders war hier, dass der Zuschauer entscheiden konnte, ob er ein Happy End oder ein tragisches Ende sehen wollte, indem er ein Auge schloss.